# تانیورر
تانیورر (روسی: Танюрер) یک رودخانه در ناحیه خودگردان چوکوتکای کشور روسیه است.